# أكيهيرو كيتامورا
أكيهيرو كيتامورا (بالكانا:きたむら あきひろ) هو ممثل ياباني، ولد في 25 مارس 1979 في اليابان.

## وصلات خارجية
- أكيهيرو كيتامورا على موقع IMDb (الإنجليزية)
- أكيهيرو كيتامورا على موقع قاعدة بيانات الفيلم (الإنجليزية)